# 1643 Brown
1643 Brown (1951 RQ) là một tiểu hành tinh vành đai chính được phát hiện ngày 4 tháng 9 năm 1951 bởi Reinmuth, K. ở Heidelberg.